# Drepanulatrix monicaria
Drepanulatrix monicaria là một loài bướm đêm trong họ Geometridae.